# Saint-Véran

Saint-Pierre-d'Argençon este o comună în departamentul Hautes-Alpes, Franța. În 1 ianuarie 2022 avea o populație de 165 de locuitori.